# Lynx (navegador web)
Lynx és un navegador web i client de gopher en mode text.
Lynx és usat en terminals de cursor direccionables i cel·les de caràcters, o emuladors de terminal (incloent terminals VT100 i paquets de programari per a ordinadors personals que emulen terminals VT100, com Kermit o Procomm). Originalment va ser desenvolupat per a UNIX i VMS i encara avui es distribueix amb diverses distribucions de Linux. Oficialment existeixen versions per a Microsoft Windows (Windows 95 i posteriors), DOS, OS/2 i FreeBSD, AmigaOS, Atari TOS, BeOS entre d'altres. Les versions per a Mac OS X són proveïdes per OSXGNU.